# ۱۱۲۴ (خورشیدی)
۱۱۲۴ هزار و صد و بیست و چهارمین سال هجری خورشیدی است.